# Du hast den Farbfilm vergessen
«Du hast den Farbfilm vergessen» (en español: Olvidaste la película en color) es un sencillo pop escrito por Michael Heubach (música) y Kurt Demmler (letra). Fue interpretada por primera vez por la artista punk de Alemania Oriental (RDA) Nina Hagen y su banda Automobil (de la cual Heubach era el teclista), lanzada en 1974 antes de la carrera punk de Hagen. La canción muestra a una joven regañando a su novio por olvidarse de traer la película a color para su cámara durante las vacaciones.
La canción alcanzó los primeros lugares de las listas de música de Alemania Oriental en 1974 y el puesto 40 en las listas de todo el año de 1975. Heubach recibió alrededor de 10.000 marcos de Alemania Oriental y 500 marcos alemanes. Aunque no fue censurada por el estado, la canción fue ampliamente interpretada en ese momento como una crítica a la vida monótona y gris que prevalecía en Alemania Oriental y el resto del Bloque del Este; este doble significado visto en las palabras cómicas de la canción aparentemente fue bien entendido tanto por la población en general como por las élites del Politburó.
En 1975, Nina Hagen dejó la banda y se convirtió en la cantante de Dampferband de Michael Fritzen. Dos años más tarde, dejó la RDA con su madre, Eva-Maria Hagen, después de que la expareja de Eva-Maria, Wolf Biermann, fuera despojado de su ciudadanía de la RDA mientras estaba de gira en Alemania Occidental. Eva-Maria se unió a la protesta contra esta decisión y también fue privada de su ciudadanía.
En 2003, se informó que alrededor del 40 por ciento de los alemanes orientales podían cantar la letra de la canción.
En diciembre de 2021, la canción fue interpretada en el Großer Zapfenstreich de Angela Merkel.

## Listado de pista
1. "Du hast den Farbfilm vergessen" – 3:01
2. "Wenn ich an dich denk" – 3:35

## Versiones de portada
En 1998, la banda alemana de ska Blascore hizo una versión de la canción en su álbum Fistkind Kommt.... La banda de pop alemana Echolot de Erfurt hizo una versión de la canción en el álbum recopilatorio Power from the Eastside en 2003. En 2016, la banda de Deutschrock Goitzsche Front lanzó una versión de su álbum Mo[nu]ment.

## Angela Merkel
Cuando Angela Merkel, que vivió en Alemania Oriental hasta la reunificación, finalizó su mandato de 16 años como canciller de Alemania en diciembre de 2021, eligió Du hast den Farbfilm vergessen de Hagen como una de las tres piezas que se interpretaran en su ceremonia de despedida militar denominado Großer Zapfenstreich. Nina Hagen dijo que estaba sorprendida por la elección, en particular debido a la problemática historia de la canción (el compositor Kurt Demmler fue condenado por abuso sexual en 2000 y acusado nuevamente de abuso sexual antes de su suicidio en 2009).